# Pedro Correia Garção
Pedro Correia Garção (ur. 29 kwietnia 1724, zm. 10 listopada 1772) – portugalski poeta okresu oświecenia.

## Życiorys
Pedro António Joaquim Correia da Serra Garção urodził się w Lizbonie 29 kwietnia 1724 roku. Ukończył kolegium jezuickie w Lizbonie i zaczął studia prawnicze na Uniwersytecie w Coimbrze, jednak ich nie ukończył.
Był jednym z założycieli, a potem prezesem towarzystwa Arcádia Lusitana (1756). Dał się wtedy poznać jako miłośnik poezji Horacego. Używał pseudonimu Corydon Erimantheo. Był też, w latach 1760–1762, redaktorem „Gazeta de Lisboa”.
W kwietniu 1771 roku został wtrącony do więzienia, ponieważ naraził się ówczesnemu premierowi Sebastião José de Carvalho e Melo (znanemu powszechnie jako markiz de Pombal). Ułaskawienie ze strony króla, o które wystarała się żona poety, przyszło za późno. Pedro Correia Garção zmarł w więzieniu Limoeiro w Lizbonie 10 listopada 1772 roku.

## Twórczość
Pedro Correia Garção jest uważany za jednego z najważniejszych portugalskich poetów neoklasycznych. Pisał między innymi sonety. Stworzył ich pięćdziesiąt siedem. Oprócz tego pisał ody, wykorzystując między innymi strofę saficką. W Odzie VIII zastosował rym ababbcc, znany jako królewski (rhyme royal).